# Халясавэй (река)
Халясавэй (устар. Хале-Савой) — река в России, протекает по Ямало-Ненецкому АО. Устье реки находится в 108 км по правому берегу реки Еркалнадейпур. Длина реки составляет 109 км. Гидроним восходит к лесн. нен. Каљясамэ — «рыбная».

## Притоки
- 35 км: Вынгыяха (лв)
- 54 км: Юлакъяха (пр)
- 89 км: Халясавэйтарка (пр)

## Данные водного реестра
По данным государственного водного реестра России относится к Нижнеобскому бассейновому округу, водохозяйственный участок реки — Пур, речной подбассейн реки — подбассейн отсутствует. Речной бассейн реки — Пур.
Код объекта в государственном водном реестре — 15040000112115300057992.